# Cellule présentatrice d'antigène
Pour les articles homonymes, voir CPA et APC.

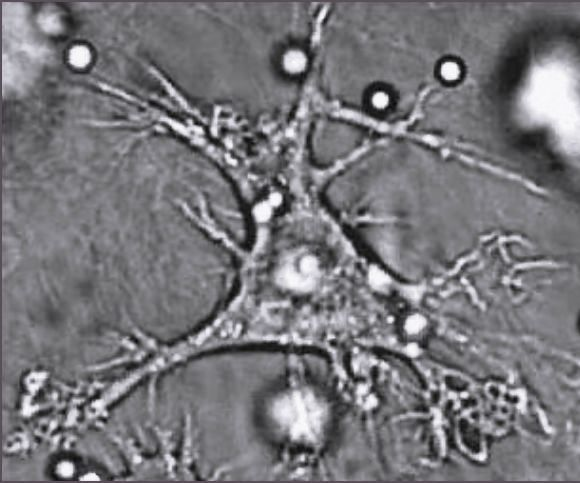
Exemple de cellule présentatrice d'antigène (cellule dendritique).

Une cellule présentatrice d'antigène ou CPA (en anglais, antigen-presenting cell ou APC) est une cellule du système immunitaire qui présente des parties d'éléments intrus à des lymphocytes T. Il peut s’agir de monocytes, de macrophages, de lymphocytes B ou de cellules dendritiques.
Les molécules du complexe majeur d'histocompatibilité (CMH) sont au cœur de ce processus. Des chaînes polypeptidiques (antigènes) du corps étranger sont présentées par le CMH de classe II, toujours associé au CMH de classe I, qui joue le rôle de carte d'identité corporelle. En d'autres termes, c'est « un ami présentant une identité ennemie ». L'origine des antigènes, ainsi que leur mécanisme de chargement sur les molécules du CMH diffèrent entre les classes I et II.
Les lymphocytes T reçoivent l'information et peuvent enclencher la réponse ciblée grâce à la reconnaissance de signatures spécifiques. On passe d'une réponse immunitaire non spécifique (destruction d'un élément quelconque du non-soi) à une réponse immunitaire spécifique (destruction d’un élément précis du non-soi). La réponse spécifique du lymphocyte T face à la reconnaissance de l'association CMH/antigène dépend du type de CMH et de la nature de l'antigène présenté. La présentation de l'antigène est notamment impliquée dans l'éducation des lymphocytes T lors du développement thymique, l'identification et la destruction des cellules infectées par les lymphocytes T cytotoxiques, et le recrutement des lymphocytes T auxiliaires dans la réponse immunitaire adaptative.

## Caractéristiques
On distingue les cellules présentatrices d'antigène dites « professionnelles » (incluant macrophages, cellules dendritiques et lymphocytes B), qui expriment les CMH de classe I et II, des autres cellules capables de présenter des antigènes uniquement sur le CMH de classe I (présent à la surface de tous les types cellulaires sauf les globules rouges). Cependant une expression de molécules de CMH de classe II par des cellules non professionnelles a été reportée dans des contextes inflammatoires,,.
Les antigènes chargés sont soit d'origine extracellulaire (ou exogène), soit d'origine intracellulaire (ou endogène).
Les cellules présentatrices d'antigènes « professionnelles » possèdent trois caractéristiques qui les définissent :
- présentation de l'antigène exogène aux cellules T CD4 via les molécules du CMH de classe II ;
- présentation de l'antigène endogène aux cellules T CD8 via les molécules du CMH de classe I ;
- expression de molécules de co-stimulation, qui permettront véritablement à la réponse T de s'amplifier. Ils sont de trois types[4] :
  - des médiateurs de la réponse inflammatoire (par exemple l'IL-1, les interférons de type I),
  - des molécules de costimulation (par exemple CD40, CD80, CD86),
  - des cytokines permettant de moduler les fonctions effectrices (par exemple IL-4, IL-12).

### Voie de chargement sur les molécules du CMH I
Les antigènes chargés sur les molécules de CMH de classe I sont principalement d'origine cytosolique (intracellulaire). Chaque cellule dégrade régulièrement des protéines par le biais du protéasome. Ce complexe catalytique coupe les protéines en peptides courts qui sont transportés du cytosol vers le réticulum endoplasmique via les molécules TAP, des transporteurs de type ABC. Parallèlement, les molécules de CMH de classe I produites par la cellule sont prises en charge dans le réticulum endoplasmique par des protéines chaperonnes appelées calnexines, qui les maintiennent dans un état semi-replié,. Une fois sa conformation finale acquise (notamment via l'association avec la microglobuline β2), la molécule de CMH I se dissocie de la calnexine, pour rejoindre un complexe protéique (Peptide Loading Complex ou PLC en anglais) composé notamment de la calréticuline, ERp57 et la tapasine (qui lie les transporteurs TAP). Ce complexe maintient la molécule de CMH I dans la capacité à recevoir un peptide, jusqu'à fixation de l'antigène adapté,.

### Voie de chargement sur les molécules du CMH II
Les antigènes chargés sur les molécules de CMH de classe II sont principalement d'origine exogènes. Les CPAs sont capables d'internaliser des éléments d'origine extracellulaire par des mécanismes d'endocytose comme l'endocytose à récepteurs (protéines reconnues par des récepteurs spécifiques), la phagocytose (pathogènes entier, ou fragments de cellules apoptotiques) et de macropinocytose (protéines solubles). Au fur et à mesure de leur progression à l'intérieur de la cellule, les vésicules d'endocytose s'acidifient, ce qui enclenche la digestion des éléments internalisés par des protéases. Les molécules de CMH de classe II, s'associent à une protéine membranaire nommée chaîne invariante (Ii), qui protège les molécules de CMH II d'une association avec l'une des nombreuses protéines synthétisées dans le réticulum endoplasmique, et sert également de marqueur d'adressage à la membrane plasmique. La chaîne invariante sera ensuite clivée de façon séquentielle pour ne laisser qu'une petite séquence peptidique appelée CLIP fixée sur la molécule de CMH. La fusion d'endosomes riches en molécules de CMH II avec les vésicules d'endocytose contenant les peptides internalisés permettra l'échange du peptide CLIP contre un antigène d'origine extracellulaire, avec l'aide des molécules HLA-DM et HLA-DO,.

### Exceptions
Il est communément admis que les antigènes d'origine intracellulaire sont chargés sur les molécules de CMH de classe I et les antigènes d'origine extracellulaire sur les molécules de CMH de classe II. Cependant, des exceptions ont été reportées. Des antigènes endogènes peuvent être chargés sur les molécules de CMH de classe II via un mécanisme lié à l'autophagie, ou un détournement de la machinerie de chargement des molécules de CMH de classe I. De la même façon, il existe un processus nommé présentation croisée (en anglais cross-presentation) permettant le chargement de peptides exogènes sur des molécules de CMH de classe I, principalement observé chez les cellules dendritiques.

## Conséquences de la présentation de l'antigène aux lymphocytes T
L'activation du lymphocyte T par une cellule présentatrice d'antigène implique la formation d'une synapse immunologique entre les deux cellules, ainsi que l'engagement de trois signaux d'activation :
- l'interaction des complexes molécules de CMH/antigène avec les récepteurs des cellules T (TCR) ;
- l'interaction des molécules de costimulation (CD28, CTLA-4…) avec leurs récepteurs ;
- la synthèse de cytokines (IL-2).

### Présentation «professionnelle»
Les molécules de CMH de classe II chargées d'un antigène sont reconnues spécifiquement par les lymphocytes T CD4+ (dits auxiliaires).
La reconnaissance du complexe CMH de classe II/antigène étranger par un lymphocyte CD4+ naïf permet le déclenchement d'une réponse immunitaire adaptative spécifique contre l'élément dont est issu l'antigène reconnu.

### Présentation «non professionnelle»
Les molécules de CMH de classe I chargées d'un antigène sont reconnues spécifiquement par les lymphocytes T CD8+ (dits cytotoxiques).
L'ensemble des complexes CMH de classe I/antigène constitue une sorte de « carte d'identité » cellulaire présentant l'état de la cellule à sa propre surface. Ainsi il permet principalement la reconnaissance et l'élimination par les lymphocytes T cytotoxiques des cellules infectées.

### Cas du développement lymphocytaire
La présentation d'antigènes est un élément essentiel du développement des lymphocytes T dans le thymus. La reconnaissance des antigènes du "soi" par les thymocytes double positif CD4+/CD8+ à la surface des molécules de CMH opère une sélection positive de ces cellules. Au contraire, les thymocytes dont le récepteur ne reconnait pas de complexe molécules du CMH/antigène du soi sont éliminés par apoptose au bout de 3 à 4 jours. La nature des molécules de CMH rencontrées décide également de la différenciation en lymphocyte T naïf CD4+ ou CD8+.

## CPA artificiels contre le cancer
Les CPAs ont la capacité naturelle de lutter contre les cancers, en activant les lymphocytes T via la présentation d'antigènes de tumeur. Ce phénomène naturel peut être exploité pour stimuler l'activité anti-tumorale du système immunitaire de manière ciblée, grâce à l'utilisation de cellules présentatrices d'antigènes artificielles (CPAAs). Ces CPAs artificielles peuvent être d'origine cellulaire ou acellulaire (nano- et micro-particules, nanotubes de carbone, vésicules lipidiques synthétiques...) et présentent à leur surface des antigènes spécifiques de tumeurs ainsi que les co-récepteurs nécessaires à l'activation de lymphocytes T cytotoxiques spécifiques. Les CPAAs sont une des méthodes employées pour la réalisation de vaccins thérapeutiques contre le cancer,.